# Konya
Koordinati:  37°25′, °32′29
Konya (turško [kon.ja]; grško Ἰκόνιον Ikónion, latinsko Ikonij) je glavno mesto province na jugozahodnem robu osrednje Anatolije in je sedmo najbolj naseljeno mesto v Turčiji z metropolitanskim prebivalstvom več kot 2,1 milijona. Konya je gospodarsko in industrijsko razvito mesto  in glavno mesto province Konya.
Konya je po osvajanju turških plemen postala glavno mesto seldžuškega Sultanata Rum (1077-1308) in Karamanidov (13. st. do 1487).

## Ime
Konya je bilo znano v klasični antiki in v srednjem veku kot Ἰκόνιον (Ikónion) v grščini (z pravo srednjeveško grško aferezo Kónio(n)) in kot Ikonij v latinščini. To ime je pogosto razloženo kot izpeljava iz εἰκών (ikona), kot pravi starogrška legenda ime eikon (slika) ali gorgonina (Meduzina) glava, s katero je Perzej premagal domorodne prebivalce preden je ustanovil mesto.  V nekaterih zgodovinskih angleških besedilih se ime mesta pojavi kot Konia ali Koniah.

## Zgodovina

### Antična zgodovina
Izkopavanja so pokazala, da je bila regija naseljena v času pozne bakrene dobe okrog 3000 pr. n. št.. Mesto je bilo pod vplivom Hetitov okrog 1500 pr. n. št. Kasneje okoli 1200 pr. n. št. so ga zavzela ljudstva z morja.
Frigijci so v 8. stoletju pr. n. št. ustanovili svoje kraljestvo v osrednji Anatoliji. Ksenofont opisuje Ikonium, kot je bilo ime mesta, kot zadnje mesto Frigije. Regija je bila preplavljena s Kimerijskimi vsiljivci c. 690 pr. n. št. Kasneje je bila del ahemenidskega cesarstva, dokler Darej III. ni bil poražen s strani Aleksandra Velikega leta 333 pr. n. št. Aleksandrov imperij je kmalu po njegovi smrti razpadel, mesto pa je bilo pod vladavino Selevka I. Nikatorja. V helenističnem obdobju so mestu vladale kralji Pergamona. Kot je Atal III., zadnji kralj Pergamona, umrl brez dediča, je dal kraljestvo Rimski republiki. Ko je bilo pod cesarjem Klavdijem vključeno v Rimski imperij, se je mesto spremenilo v Claudioconium in med vlado cesarja Hadrijana v Colonia Aelio Hadriana.
V Apostolskih delih sta bila apostol Pavel in Bárnaba, ki sta v času svojega prvega misijonskega potovanja približno leta 47.—48. pregnana v Antiohijo,. Njun obisk judovske sinagoge v Ikoniju je razdelil judovske in ne-judovske skupnosti med tiste, ki so verjeli Pavlu in Barnabovemu sporočilu in tiste, ki niso verjeli, in so povzročali motnje, v katerih so poskušali kamenjati apostola. Pobegnila sta v Listro in Derbe, mesti v Likaoniji. Ta izkušnja je omenjena tudi v Drugem pismu Timoteju . Ameriški teolog Albert Barnes iz 19. stoletja je predlagal, da je bil Timotej prisoten s Pavlom v Ikoniju, Antiohiji in Listri . Mesto je postalo sedež škofa, ki je bil postavljen okoli leta 370 v status metropolita za Likaonijo, s sv. Amfilohijem kot prvim metropolitanskim škofom. 
V krščanski legendi, ki temelji na apokrifnih delih Pavla in Tekla, je bil Ikonij tudi rojstni kraj svetega Tekla, ki je mesto rešil pred napadom Izavrijcev.
Pod Bizantinskim cesarstvom je bilo mesto Anatolska tema. V 8. do 10. stoletju sta bili mestna in bližnja trdnjava Kaballah (turško Gevale Kalesi) pogosto cilj arabskih napadov v okviru arabsko-bizantinskih vojn.

### Seldžuško obdobje
Seldžuški Turki so prvič napadli območje leta 1069, vendar je obdobje kaosa preplavilo Anatolijo po njihovi zmagi v bitki pri Manzikertu leta 1071, vodja normanskih plačancev Roussel de Bailleul se je spopadel v uporu v Ikoniju. Mesto so končno prevzeli Sedžjuki leta 1084. Od leta 1097 do leta 1243 je bil glavno mesto seldžuškega sultanata Rum . Na kratko so ga zasedli križarji z Godfrejem Bouillonom (avgust 1097) in Friderikom Barbarosso (18. maja 1190) po bitki pri Ikoniju (1190). Območje so ponovno prevzeli Turki.
Ime mesta je v Konya (v perzijščini قونیه quniya) je spremenil Mesud I. leta 1134.
Konya je dosegla višek svojega bogastva in vpliva v drugi polovici 12. stoletja, ko so seldžuški sultani iz Ruma podedovali tudi anatolske beilike (majhna kraljestva) na vzhodu, še posebej tiste Danišmendov, s čimer so vzpostavili svojo vladavino skoraj nad vso vzhodno Anatolijo, kot tudi pridobili več pristaniških mest vzdolž Sredozemlja (vključno z Alanyo) in Črnega morja (vključno Sinop) in celo pridobili trenutno oporo v Sudaku na Krimu. Ta zlata doba je trajala do prvih desetletij 13. stoletja.
Mnogi Perzijci in perzijski Turki iz Perzije in Srednje Azije so se preselili v mesta Anatolije bodisi, da bi pobegnili pred nasilnimi Mongoli ali izkoristili priložnosti za izobražene muslimane v novo ustanovljenem kraljestvu. Do konca leta 1220 je bilo mesto Konya napolnjeno z begunci iz Horezmskega imperija. Sultan Kejkubad I. je utrdil mesto in zgradil palačo na vrhu citadele. Leta 1228 je pozval Bahaeddin Veled in njegovega sina Rumija, ustanovitelja reda Mevlevi, da se naselita v Konyi.
Leta 1243, po porazu Seldžukov v bitki pri Köse Dağu, so Konyo zajeli Mongoli. Mesto je ostalo glavno mesto sultanov, ki so bili do konca stoletja vazali Ilkanata.

### Obdobje Karamanidov
Po padcu anatolskega sultanata Seldžukov leta 1307 je Konya postala glavno mesto turškega beylika (upravna enota), kar je trajalo do leta 1322, ko je mesto zajel sosednji beylik Karamanoğlu. Leta 1420 je beylik Karamanoğlu padel v Osmansko cesarstvo in leta 1453 je Konya postala glavno deželno mesto upravne enote Eyālet-i Ḳaraman.

### Osmansko obdobje
V času osmanske vladavine so Konyo upravljali sultanovi sinovi (Şehzade), s prvim Mustafom in Şehzade Cem (sinova sultana Mehmeda II.) in kasneje bodoči sultan Selim II.. Med letoma 1483 in 1864 je bila Konya upravna prestolnica Eyālet-i Ḳaraman. V obdobju Tanzimata je kot del vilayet sistema, uvedenega leta 1864, Konya postala sedež večjega vilayeta Konya, ki je zamenjal Eyālet-i Ḳaraman.

### Turška vojna za neodvisnost
V času turške vojne za neodvisnost je Konya imela pomembno letalsko bazo. Leta 1922 so se zračne sile preimenovale v Inšpektorat zračnih sil s sedežem v Konyi. Tretje zračno krilo 1. poveljstva zračnih sil ima bazo v Konyi. Krilo ima štiri letala Boeing 737 AEW & C Peace Eagle turških zračnih sil. 

### Izmenjava prebivalcev med Grčijo in Turčijo
Leta 1923 v okviru izmenjave prebivalstva med Grčijo in Turčijo so Grki, ki so živeli v mestu Konya, tega zapustili in se naselili v Grčiji. Hkrati je prišel in se naselil pomemben pritok Albancev. 

## Uprava
Prva lokalna uprava v Konye je bila ustanovljena leta 1830. Ta uprava je bila leta 1876 spremenjena v občino. Marca 1989 je občina postala metropolitanska občina. Od tega datuma je imela Konya tri osrednja okrožja (Meram, Selçuklu, Karatay) in metropolitansko občino.

## Geografija
Konya je središče največje province, največje planote in je med največjimi mesti v državi. To je sedmo najbolj naseljeno mesto v Turčiji. 
Mesto Konya je v južnem delu osrednje Anatolije. Površje je široko in ravninsko z veliko nižin in planot. Planote so pokrite z bogato stepo, zato vpliva na kmetijstvo. Poleg tega najjužnejši del Konye v veliki meri obkroža pogorje Taurus. 

### Jezera
Jezero Tuz, znano v turškem jeziku kot Tuz Golu, je drugo največje jezero v celotni Turčiji. To jezero zagotavlja Turčiji veliko povpraševanje po soli.
Beysehirsko jezero je na zahodnem delu Konya in blizu meje. Znano je, da je največje sladkovodno jezero v Turčiji in med najpomembnejšimi nacionalnimi parki. Beysehirsko jezero je pomembno za turizem Konye in vsako leto privlači tisoče ljudi na svoje plaže in otoke.
Jezero Meke je na meji province Karapinar in velja za močno zaščiteno naravno območje.
Jezero Aksehir je na meji province Afyon Karahisar in je znano po zgodbah "Nasredina Hodže". Jezero zagotavlja tudi dober habitat za znane Aksehirske češnje.

### Podnebje
Konya ima pod hladno polsušno podnebje (BSk) po Köppnovi klasifikacijo in vroče poletno kontinentalno (Dca) ali vročo poletno oceansko (Doa) podnebje.
Poletne temperature so povprečno 30 ° C. Najvišja temperatura, zabeležena v Konyu, je bila 30. julija 2000 40,6 ° C. Zimski čas je -4,2 ° C. Najnižja zabeležena temperatura je bila -26,5 ° C 6. februarja 1972. Zaradi visokih nadmorskih višin in suhih poletij so nočne temperature poleti nižje. Raven padavin je nizka, vendar se lahko pojavljajo skozi celo leto.

## Pomembni ljudje
- Tertius iz Ikonija, amanuensis- pisar, ki je zapisal Pavlovo apostolsko pismo Rimljanom[15]
- Amfilohius iz Ikonija, krščanski škof 4. stoletja. [16]
- Sadrudin Kunavi, učenec Ibn Arabija in sam originalen mislec.
- Dželaludin Rumi, imenovan tudi mawlana ali Mevlana, je bil navdih reda sufijev Mevlevijev (znani po vrtečih derviših in pesnitvi Masnavi). Umrl je v Konyi leta 1273, kjer je njegov mavzolej. [17]
- Prokopios Lazaridis, grški pravoslavni metropolitski škof Metropolije Ikonije
- Orkut Büyükkökten, programski inženir, ki je razvil družabno mrežo Orkut, se je rodil leta 1975 v Konyi.

## Znamenitosti
- Mevlanov muzej, nekdaj tekija Mevlânâ
- Sille. 8 kilometrov severozahodno od muzeja Mevlânâ. antična vas (mošeje, cerkve, jamske cerkve in katakombe na zgodovinski Kraljevi ulici – Svilni cesti – Romarski cesti v Jeruzalem.
- Alâeddinova mošeja
- Muzej v Medresi ozkega minareta (İnce Minareli Medrese)
- Muzej Karatejeva medresa
- Aziziyeva mošeja
- Etnografski muzej Konya
- Arheološki muzej Konya
- Muzej Atatürkova hiša
- Mestni muzej İzzet Koyunoğlu
- Katoliška cerkev sv. Pavla na Alaedinskem hribu
- Seldžuški stolp, najvišja stavba v Konyi

## Kultura
Konya je bil zadnji Rumijev dom, katerega grob je v mestu. Leta 1273 so njegovi privrženci v Konyi vzpostavili islamski red Mevlevi Sufi in postali znani kot vrteči derviši. 
Konya je znana kot eno najbolj religiozno konzervativnih metropolitanskih centrov v Turčiji. Nekoč je bila znana kot citadela islama in njeni prebivalci so še vedno razmeroma bolj pobožni kot tisti iz drugih mest.
Konya je izdelovala turške preproge, ki so bile v času renesanse izvožene v Evropo. Te drage, bogato oblikovane tekstilne izdelke so pregrinjali preko miz, postelj ali prsnega koša, da bi razkazovali bogastvo in status njihovih lastnikov in so bili pogosto vključeni v sodobne oljne slike kot simboli bogastva naročnikov.
Turške ljudske pesmi se imenujejo Konyalım, Konyalıya Güzel Derler in Konyalım Yaman Çalar Şak Şak Kaşığı, ki se nanašajo na ljubljenega iz Konye.
Lokalna kuhinja Konye vključuje jedi iz bulgurske pšenice in jagnjetine. [52] Ena od priznanih jedi mesta je etli ekmek ali turška pica.

### Hrana
Etli ekmek - ploski kruh, pečen z mletim mesom, papriko, čebulo in paradižniki
Pişmaniye - podoben ameriški bombažni slaščici in spominja na popolnoma belo kroglico preje
Firun Kebab - preveč kuhano meso (po navadi jagnjetina)
Različni bomboni: Konya je znana po svojih sladkarijah. Slavni so za Cezerye, staro turško sladko iz korenja.
Tirit - tradicionalna riževa jed, ki je narejena z mesom in različnimi zelenjavo.
Tavak Suyu - paradižnikova juha narejena z razrezanimi piščanci in rezanci

## Pobratena mesta
Konya je pobratena z: 
| Evropa - Bârlad, Romunija - Tetovo, Republika Makedonija - Verona, Italija - Sarajevo, Bosna in Hercegovina - Pariz, Francija | Amerike - Los Angeles, Kalifornija - Tijuana, Baja California - Santiago de Chile, Čile | Azija - Šeki, Azerbajdžan - Ganja, Azerbajdžan - Tabriz, Iran - Kom, Iran - Khoj, Iran (od 2011) - Nišapur, Iran (od 2011 - Sana, Jemen - Šjan, Kitajska - Multan, Pakistan - Kjoto, Japonska - Silhet, Bangladeš | Afrika - Al Qadarif, Sudan |